# Alto Caparaó (ort)
Alto Caparaó är en ort i Brasilien.   Den ligger i kommunen Alto Caparaó och delstaten Minas Gerais, i den sydöstra delen av landet, 800 km sydost om huvudstaden Brasília. Alto Caparaó ligger 1 010 meter över havet och antalet invånare är 5 297.
Terrängen runt Alto Caparaó är kuperad västerut, men österut är den bergig. Närmaste större samhälle är Manhumirim, 12,5 km nordväst om Alto Caparaó.
Omgivningarna runt Alto Caparaó är en mosaik av jordbruksmark och naturlig växtlighet. Runt Alto Caparaó är det ganska glesbefolkat, med 48 invånare per kvadratkilometer.